# راسيل باركلي
راسيل باركلي (بالإنجليزية: Russell Barkley)‏ هو عالم نفس وطبيب نفسي أمريكي، ولد في 1949 في الولايات المتحدة.

## وصلات خارجية
- الموقع الرسمي